# Slayed?
Slayed? är ett album från 1972 av den brittiska rockgruppen Slade. Albumet innehåller två av gruppens populäraste låtar, "Gudbye T' Jane" och "Mama Weer All Crazee Now". Det gick upp på förstaplatsen på brittsika albumlistan och det blev en storsäljare i flera europeiska länder. Det var också deras populäraste i USA under 1970-talet.

## Låtlista
1. How D'You Ride (Holder/Lea) 3:11
2. The Whole World's Goin' Crazee (Holder) 3:36
3. Look at Last Nite (Holder/Lea) 3:05
4. I Won't Let It 'Appen Agen (Lea) 3:17
5. Move Over (Joplin) 3:44
6. Gudbye T' Jane (Holder/Lea) 3:33
7. Gudbuy Gudbuy (Holder/Lea) 3:29
8. Mama Weer All Crazee Now (Holder/Lea) 3:44
9. I Don' Mind (Holder/Lea) 3:06
10. Let the Good Times Roll/Feel So Fine (Lee) 3:45

## Listplaceringar
| Lista (1973)   | Position            |
| -------------- | ------------------- |
| Australien     | 1 (Go Set)          |
| Finland        | 2                   |
| Frankrike      | 8                   |
| Kanada         | 27 (RPM)            |
| Nederländerna  | 10                  |
| Norge          | 3 (VG-lista)        |
| Storbritannien | 1 (UK Albums Chart) |
| USA            | 69 (Billboard 200)  |
| Västtyskland   | 10                  |
| Österrike      | 3                   |